# Hypoponera turaga
Hypoponera turaga är en myrart som först beskrevs av Mann 1921.  Hypoponera turaga ingår i släktet Hypoponera och familjen myror. Inga underarter finns listade i Catalogue of Life.